# 猪八戒
猪八戒，法号悟能，是中國古典小说《西游记》当中唐僧的四个徒弟之一，排行第二，猪脸人身，黑豬模樣。孙悟空常呼其为“獃子”（音義同「呆子」）。

## 原型

### 八戒
朱士行，三国时代高僧，法号八戒。嘉平二年（250），印度律学沙门昙河迦罗到洛阳译经，在白马寺设戒坛，朱士行首先登坛受戒，成为中国历史上第一位汉族僧人，也是第一位西行取经求法的僧人。

### 中国本土起源说
鲁迅認為猪八戒的形象是从中国古代神话传说中发展演变而来，例如干宝《搜神记》“猪臂金铃”故事，旷源《闲话猪八戒》一文补充了鲁迅的论点，他认为《搜神记》“安阳亭书生”中母猪精更接近猪八戒。龚维英在《猪八戒艺术形象的渊源》中认定猪八戒的最原始依据是河伯冯夷。吴自牧《梦梁录》曾提到本为道教仙官门。

### 印度起源说
陈寅恪《西游记玄奘弟子故事之演变》一文推考猪八戒是从唐义净译《根本说一切有部毗奈耶杂事》卷三《佛制苾刍发不应长因缘》中变大猪救沙门之大神衍化而成的。陈寅恪又說：“猪八戒高家庄招亲故事，必非全出中国人臆撰，而印度又无猪豕招亲之事……此故事复经后来之讲说，憍閃毗國之憍，以音相同之故，变为高家庄之高。惊犯宫女，以事相类似之故，变为招亲”。此说无法提供证据，表明《西游记》作者曾看过这些佛经，且仅有个别点与《西游记》类似，不能作为确证。《搜神记》等中文本土文献亦有猪精故事。

### 姚老大说
电视剧《吴承恩与西游记》中，猪八戒的原型是吴承恩的好友姚老大。但是这种说法没有历史依据，最早出自1999年朱道平的小说《吴承恩》。

## 身世及经历

### 吳承恩《西遊記》版本

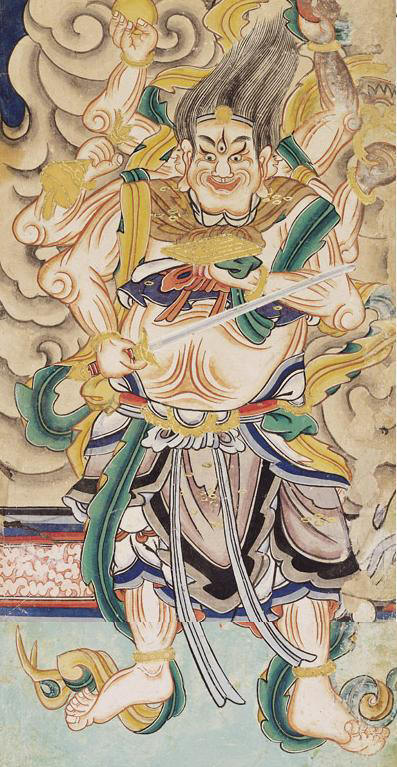
天蓬元帥

豬八戒的外觀「卷脏莲蓬吊搭嘴，耳如蒲扇显金睛。獠牙锋利如钢锉，长嘴张开似火盆」，是一个有獠牙的猪精形象。根據吳承恩《西遊記》故事，猪八戒原是天庭中统领八万天河水兵的天蓬元帥，由于蟠桃会上喝酒醉後調戲月宫仙女嫦娥，并拱倒牛斗宫，偷吃了王母灵芝菜，被玉帝判罰，打了兩千鎚後被贬下凡，投错胎变成猪模样。他咬殺母豬，打死群彘，佔領了福陵山，吃人度日。後入贅該山雲棧洞的卵二姐家（亦作卯二姐或夘二姊）。一年後，卵二姐死。此後，在福陵山上遇到观世音菩萨，與觀音弟子木叉交戰，後經觀音指点，教豬剛鬣作取經人的徒弟，并起法名豬悟能，從此持齋把素，斷了五葷三厭專等取經人。但未遇到唐僧之前，又入赘烏斯藏國界之地的高老莊，娶高翠蘭為妻。唐僧與孫悟空路過高老莊，高翠蘭的父母請求唐僧和孫悟空幫助捉妖怪，在孫悟空與豬悟能打鬥後，孫悟空說出自己是取經人的徒弟，豬悟能表示願意跟隨取經人，於是豬悟能拜唐僧为师，唐僧又為其取名豬八戒，一同赴西天取经，唐僧的徒弟中排行第二。取經途中，由于他的懒惰、贪吃和好色，常常使唐僧师徒陷于困境当中，他兩次攛掇唐僧趕走孫悟空，并多次在危難時刻要分行李散伙回高老莊。取回真经后，猪八戒由于“又有顽心，色情未泯”被封为净坛使者菩薩，為如來佛祖的部下，負責享用一切人世間作功德的供品。

### 其他故事版本
- 元代楊景賢的《西遊記》雜劇中，豬八戒原本為摩利支天部下禦車將軍，但逃脫至凡界，居住於黑風洞，並自號黑風大王。[註 2]黑風洞西南50里處的裴家莊有一女子裴海棠被許配為北山朱太公的兒子，但裴海棠的父親想悔婚親事，而朱家兒子不敢去與裴海棠相會，於是豬八戒便化身為朱郎去與裴海棠成親。[10]不同於小說《西遊記》，在雜劇中，豬八戒比沙悟淨晚成為唐僧的弟子。
- 明代《後西遊記》中，豬八戒有一素未謀面的兒子・豬一戒，為高翠蘭所生。

## 名称
- 猪悟能：八戒法號。
- 木、木母、木龙：《西遊記》一書以五行配唐僧師徒五人（含白龍馬），豬八戒屬“木”，又稱“木母”，如：第32回“莲花洞木母逢灾”；第38回“金木参玄见假真”；第40回“猿马刀归木母空”；第41回“木母被魔擒”；第47回“金木垂慈救小童”；第76回“木母同降怪体真”；第85回“心猿妒木母”；第86回“木母助威征怪物，金公施法灭妖邪”；第88回“心猿木土授门人”；第89回“金木土计闹豹头山”。
- 猪刚鬣：本名。
- 呆子：孙悟空对猪八戒的称呼。
- 猪爷爷：猪八戒面对妖怪时的自称。
- 天蓬元帥：《西遊記》中將天蓬元帥描述為豬八戒下凡的前世，實際上道教確有“天蓬元帥”，但與《西遊記》描寫不同。

## 武器與能力
豬八戒通曉天罡三十六變化，能變高山、大樹、石頭、巨漢，但不擅長變女子。豬八戒還持有上寶沁金鈀（通稱九齿钉鈀），該耙重量有一藏之數，連柄五千零四十八斤，是由太上老君用神冰铁亲自錘煉，借五方五帝、六丁六甲之力锻造而成。

## 民間文化

### 歇後語
- 豬八戒照鏡子——裏外不是人
- 猪八戒想娶媳妇——一厢情愿
- 猪八戒西天取经——三心二意
- 豬八戒的脊梁——無能之輩(悟能之背)
- 猪八戒买猪肝——难得心肠
- 猪八戒进了女儿国——看花了眼
- 猪八戒三十六变——没有副好嘴脸

### 農曆祭祀
天蓬元帥原為道教神明，與豬八戒的故事並無關聯。在華人文化與道教信仰裏，每月初一與十五，在傳統青樓工作、從事性交易者會點香備三牲素果祭拜豬八戒如守護神。

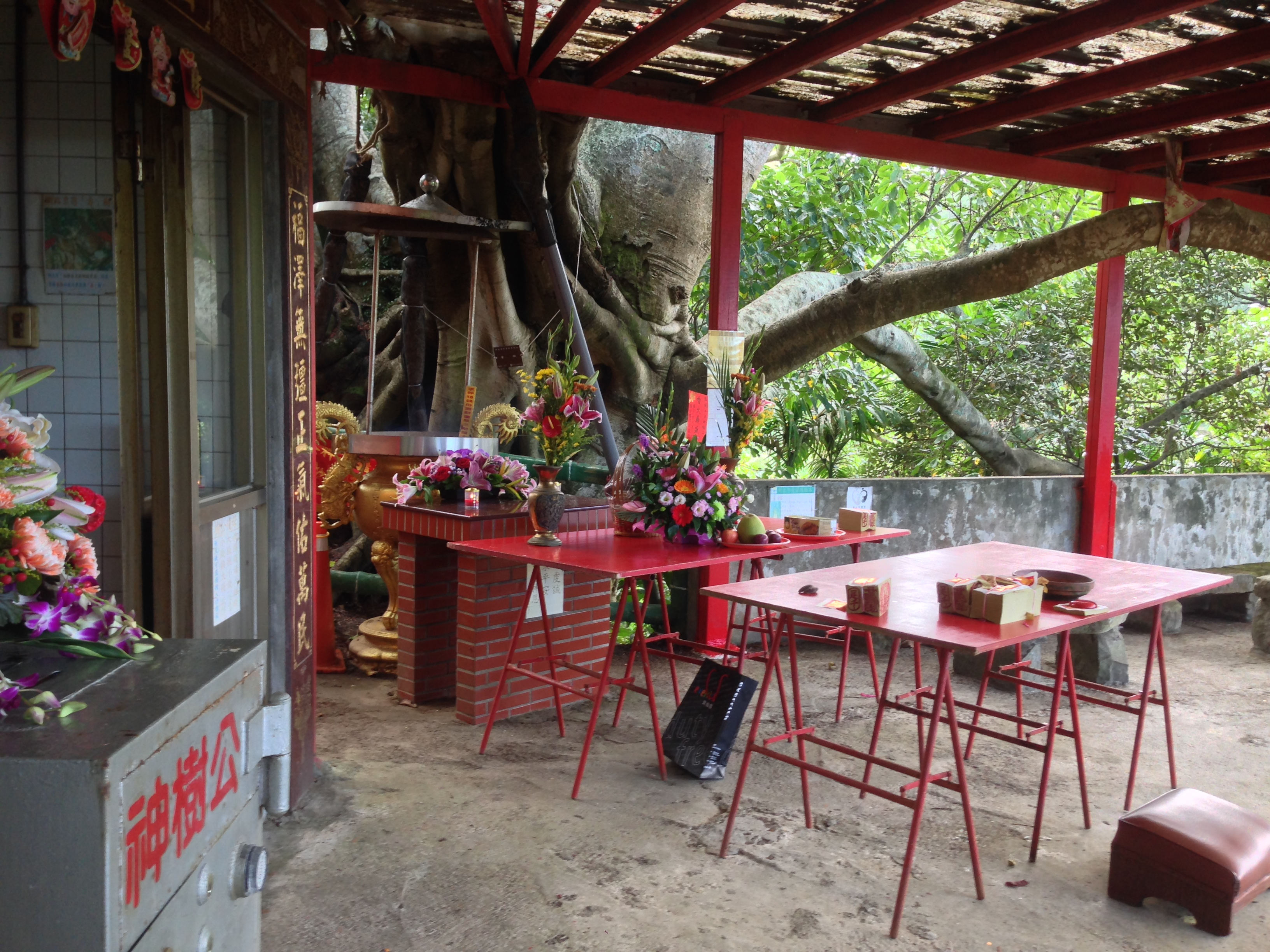
被視為豬八戒化身的臺灣新北市石門區千年神豬樹公。

## 影视文化

### 電視劇
- 西游记 (1978年电视剧)，西田敏行飾演
- 西游记 (1979年电视剧)，左顿平（日语：左とん平）飾演
- 西游记 (央视版电视剧)，馬德華飾演
- 西遊記续集 (央视版電視劇)，崔景富飾演
- 西遊記 (1993年電視劇)，河原佐武飾演
- 西遊記 (1994年電視劇)，小仓久宽飾演
- 西遊記 (1996年電視劇)，黎耀祥飾演
- 西遊記（貳），黎耀祥飾演
- 西遊記後傳，闾汉彪飾演
- 吴承恩与西遊記，馬德華飾演
- 寶蓮燈，謝寧飾演
- 西遊記 (2006年電視劇)，伊藤淳史飾演
- 魔幻手機，謝寧飾演
- 西遊記 (2010年電視劇)，谢宁飾演
- 西遊記 (2011年電視劇)，臧金生飾演
- 魔幻手機2，謝寧飾演
- 春光灿烂猪八戒，徐峥飾演
- 福星高照猪八戒，黄海波飾演
- 喜气洋洋猪八戒，高泓贤飾演
- 欢乐元帅，古巨基飾演
- 齊天大聖孫悟空，葛民辉飾演
- 大話西遊之愛你一萬年，刘天佐 飾演
- 和遊記，李弘基飾演
- 凌云志，吴克群飾演
- 西遊ABC，黎唯（Brian Le）飾演

### 電影
- 盤絲洞 （1967年）
- 紅孩兒（1975年），沈頤和 飾演
- 西行平妖（1991年），张克芃 飾演

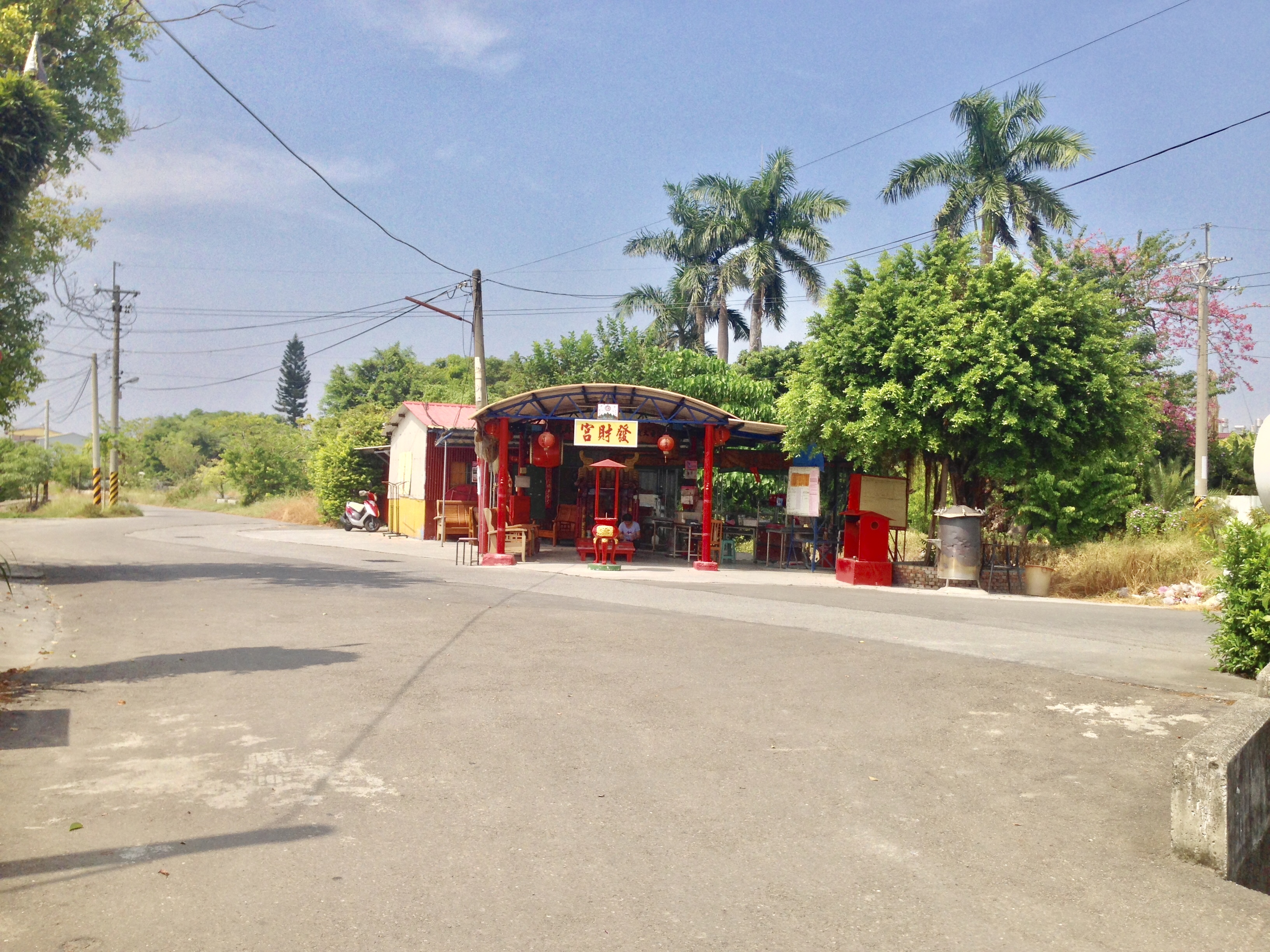
天蓬元帥發財宮

- 西遊記第壹佰零壹回之月光寶盒 （1995年），吴孟达 飾演
- 西遊記大結局之仙履奇緣（1995年），吴孟达 飾演
- 失落的帝國（美版西遊記，The Monkey King）
- 情癫大圣 （2005年），关智斌 飾演
- 功夫之王 （2008年）
- 西遊·降魔篇（2013年），葛行宇、陈炳强 飾演
- 西遊記之大鬧天宮 （2014年）
- 萬萬沒想到：西遊篇 （2015年），Mike 飾演
- 西遊記之孫悟空三打白骨精 （2016年），小瀋陽 飾演
- 大話西遊3 (2016年)，曹承衍 飾演
- 西游·伏妖篇（2017年），杨一威 饰演
- 悟空傳 （2017年），歐豪 飾演
- 和遊記 （2017年），李洪基 飾演
- 西遊記之女兒國（2018年），小瀋陽 飾演
- 欢天喜地天篷传（2020年），宋晓峰 饰演

### 動畫
- 悟空大冒險（1967年），瀧口順平 聲演
- 西遊記 （1998年央視版），程玉珠 聲演
- 最遊記系列（1999年至今），石田彰 聲演
- 新我的孫悟空（2003年），鈴木弘滿 聲演
- 天上掉下個豬八戒（2005年），孫曄 聲演
- 紅孩兒：決戰火焰山 (2005年)，NONO 聲演
- 西遊記之大聖歸來 (2015年)，劉九容、崔傑聲 聲演
- 未來宅急便（2021年），江志倫 聲演
- 孫行者傳（2022年），江志倫 聲演
- 美猴王（2023年），伍立義 聲演
- 八戒：決戰未來（2024年），許光漢（國語）／薛仕凌（臺語）／曹佑寧（多元語）聲演
- 浪浪山小妖怪（2025年），林強 聲演